# Stygiopontius quadrispinosus
Stygiopontius quadrispinosus är en kräftdjursart som beskrevs av Humes 1987. Stygiopontius quadrispinosus ingår i släktet Stygiopontius och familjen Dirivultidae. Inga underarter finns listade i Catalogue of Life.